# آندریا استبان
آندریا استبان (انگلیسی: Andrea Esteban؛ زادهٔ ۲۹ فوریهٔ ۱۹۹۶) بازیکن فوتبال اهل اسپانیا است.
از باشگاه‌هایی که در آن بازی کرده‌است می‌توان به باشگاه فوتبال زنان والنسیا اشاره کرد.